# برام‌هد، ساسکاچوان
برام‌هد، ساسکاچوان (به انگلیسی: Bromhead, Saskatchewan) یک منطقهٔ مسکونی در کانادا است که در ساسکاچوان واقع شده‌است.